# Giuseppe Meazza Stadion
A Giuseppe Meazza Stadion vagy San Siro olasz hivatalos nevén: Stadio Giuseppe Meazza stadion Milánóban. Ez az otthona Olaszország három legsikeresebb klubja közül kettőnek, az AC Milannak és az FC Internazionale Milanónak, és a világ leghíresebb stadionjai közé tartozik. Olaszországban a férőhelyek számát tekintve a legnagyobb stadion, melyet Giuseppe Meazza olasz labdarúgóról neveztek el.

## Felújítások
- 1939: Megnövelték a lelátó befogadóképességét, lezárták a sarkokat. Az Olaszország–Anglia meccsen a befogadóképesség 55 000 főre növekedett.
- 1939: Az év végén 65 000 fő nézhette az Olaszország–Németország összecsapást.
- 1940: Két erkély építésével elértek 125 000 főnyi befogadóképességet.
- 1952: Az Olaszország–Brazília mérkőzést 150 000 néző követhette a San Siróban.
- 1980: Magyar elektronikus eredményjelző tábla üzembehelyezése - Elektroimpex
- 1985: A Heysel Stadionbeli baleset után a férőhelyek számát 90 000-re csökkentették.

## Világbajnokság

### 1934-es világbajnokság
- Svájc-Hollandia 3-2 (nyolcaddöntő)
- Németország-Svédország 2-1 (negyeddöntő)
- Olaszország-Ausztria 1-0 (elődöntő)

### 1990-es világbajnokság
- Kamerun-Argentína 1-0 (VB nyitómeccs)
- NSZK-Jugoszlávia 4-1 (csoportmeccs)
- NSZK-Egyesült Arab Emírségek 5-1 (csoportmeccs)
- NSZK-Kolumbia 1-1 (csoportmeccs)
- NSZK-Hollandia 2-1 (nyolcaddöntő)
- NSZK-Csehszlovákia 1-0 (negyeddöntő)

## Koncertek
- 1980: Bob Marley
- 1984: Bob Dylan
- 1984: Carlos Santana
- 1987: David Bowie
- 1987: Duran Duran
- 1987: Genesis
- 1990: Vasco Rossi 1995, 2003, 2004, 2007, 2008
- 1992: Antonello Venditti
- 1997: Michael Jackson
- 1998: Eros Ramazzotti
- 2003: The Rolling Stones
- 2004: Red Hot Chili Peppers
- 2005: U2
- 2006: The Rolling Stones
- 2006: Robbie Williams
- 2007: Biagio Antonacci
- 2007: Renato Zero
- 2007: Laura Pausini
- 2008: Céline Dion
- 2008: Negramaro
- 2014: One Direction

## Fotógaléria

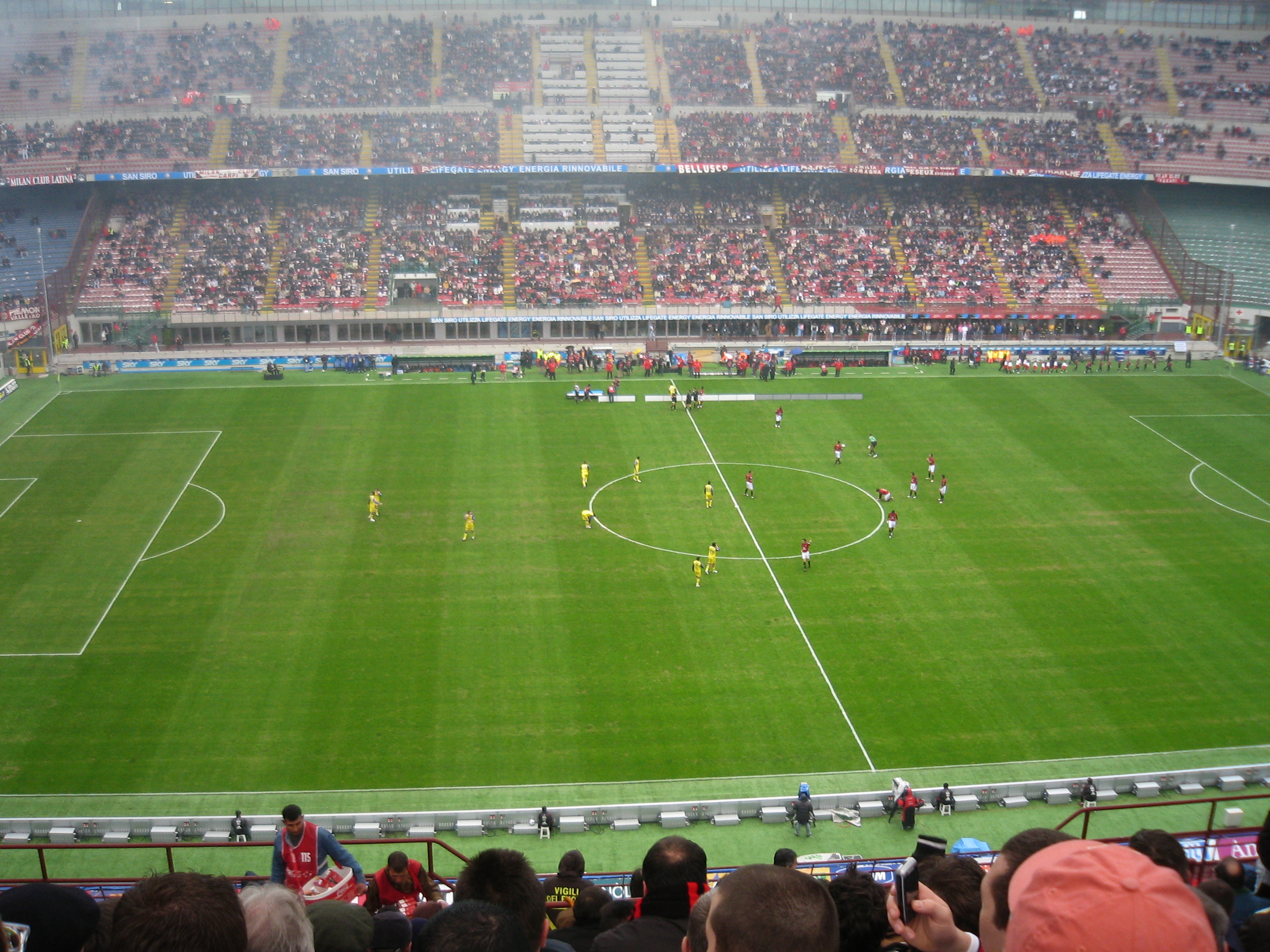
San Siro
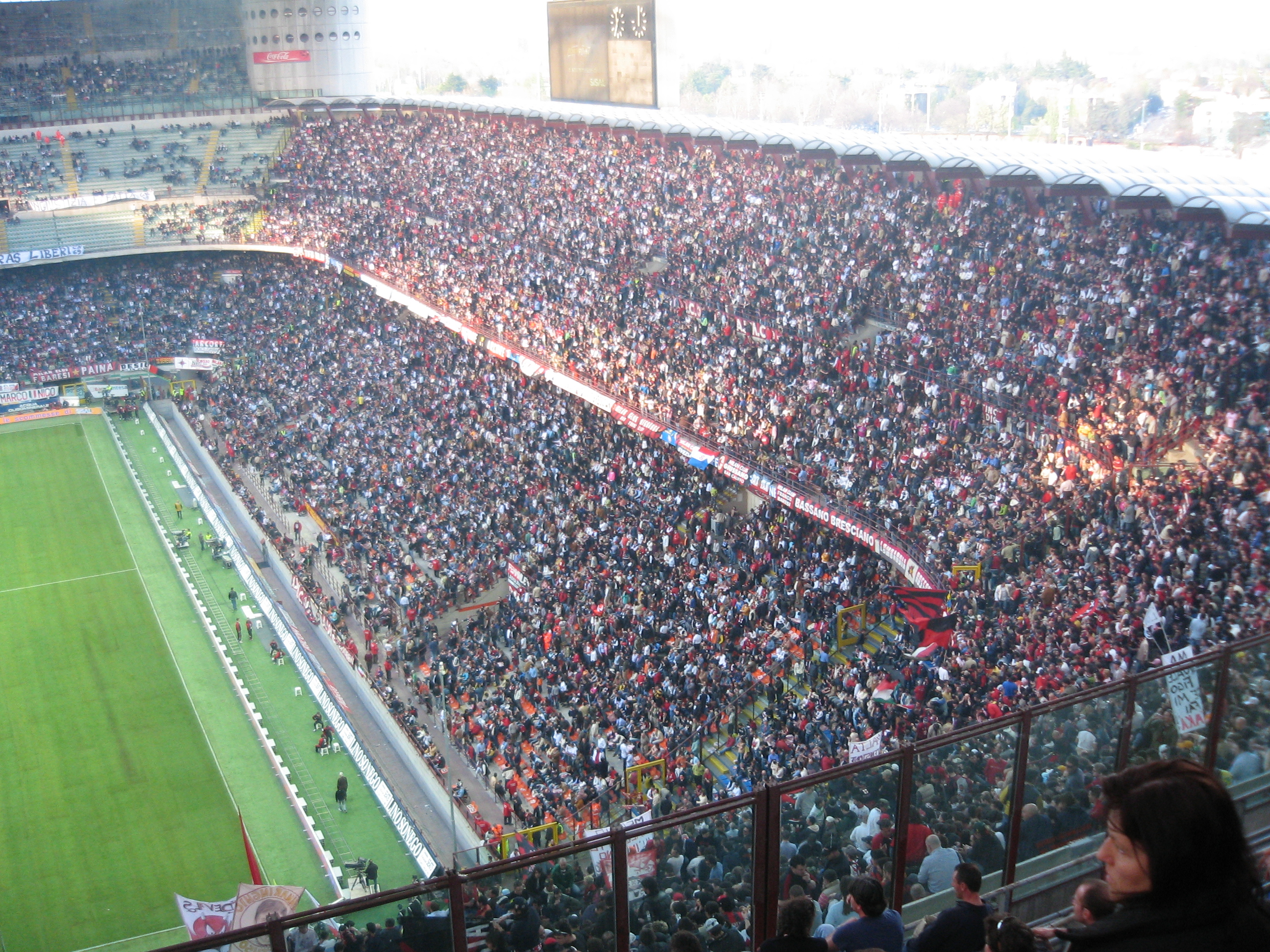
San Siro

## Külső hivatkozások
- Stadio Giuseppe Meazza hivatalos weboldal (olasz nyelven). sansiro.net. (Hozzáférés: 2011. február 26.)
- Stadio Giuseppe Meazza (magyar nyelven). Népsport. [2011. március 17-i dátummal az eredetiből archiválva]. (Hozzáférés: 2011. február 26.)